# The Red (песня)
«The Red» (с англ. — «Красный») — песня американской рок-группы Chevelle, выпущенная 22 июля 2002 года лейблом Epic Records в виде сингла с альбома Wonder What’s Next (2002 г.).

## Концепция и темы
Песня о борьбе с разочарованием и гневом.

## Музыкальное видео
Режиссёром видеоклипа выступил Натан Кокс. В нём показан семинар по управлению гневом, на котором вокалист Пит Лоффлер поднимается на трибуну и поёт текст куплета. Затем видео прерывается на то, что Chevelle исполняет тяжёлый припев при красном освещении. Взволнованные участники семинара, среди которых участники группы Сэм Лоффлер и Джо Лоффлер, начинают швырять складные стулья. К концу песни выясняется, что драка была всего лишь сном наяву.

## Отзывы критиков
В Loudwire назвали «The Red» лучшей песней Chevelle.

### Влияние
Бывший игрок Главной лиги бейсбола Джефф Блюм использовал «The Red» в качестве вступительной песни, когда выходил на биту.
В 2021 году эта песня была использована на церемонии Зала славы WWE в 2021 году в качестве видеоподарка в честь карьеры Кейна.

## Список композиций
Все тексты написаны Питом Лоффлером, вся музыка написана группой Chevelle.
| №                   | Название             | Длительность |
| ------------------- | -------------------- | ------------ |
| 1.                  | «The Red»            | 3:58         |
| 2.                  | «Wonder What's Next» | 4:10         |
| Общая длительность: | Общая длительность:  | 8:16         |

## Участники записи
| Chevelle - Пит Лоффлер — вокал, гитара - Джо Лоффлер — бас-гитара - Сэм Лоффлер — барабаны | Производственный персонал - Гарт «GGGarth» Ричардсон — продюсер - Майкл «Элвис» Баскет — звукоинженер - Дин Махер — ассистент звукоинженера - Эмбер Гисласон — ассистент звукоинженера - Бен Каплан — цифровой монтаж - Энди Уоллес — сведение - Хоуи Вайнберг — мастеринг |

## Чарты
| Чарт (2002—2003 гг.)                | Позиции в чартах |
| ----------------------------------- | ---------------- |
| США (Billboard Hot 100)             | 56               |
| США (Billboard Alternative Airplay) | 4                |
| США (Billboard Mainstream Rock)     | 3                |

## Сертификации
| Регион                                                                      | Сертификация  | Продажи   |
| --------------------------------------------------------------------------- | ------------- | --------- |
| Новая Зеландия (RMNZ)                                                       | Золотой       | 15 000    |
| США (RIAA)                                                                  | 2× Платиновый | 2 000 000 |
| Данные о продажах + прослушиваниях приведены только на основе сертификации. |               |           |